# San Marinó-i labdarúgókupa
A San Marinó-i labdarúgókupa, vagy röviden San Marinó-i kupa (olaszul: Coppa Titano) évenként megrendezett labdarúgótorna San Marinóban, melyet a nemzeti labdarúgó-szövetség ír ki és szervez meg. A törpeállam első hivatalos versenyét ez a sorozat képezte, első ízben 1937-ben, mint nyári verseny rendezték meg a helyi csapatoknak. A Coppa Titano nevet 1965 óta használják, és az első nemzeti labdarúgó-bajnokság elindításáig ez volt a legrangosabb versenysorozat az országban.
A kupát legtöbbször, összesen tíz alkalommal a Borgo Maggiore-i Libertas hódította el.

## Rendszere
A kupa rendszere az évtizedek során számtalan alkalommal módosult: eleinte hagyományos, azaz egyenes kieséses kuparendszerben bonyolították le. 1970 óta – a bajnoksághoz hasonlóan – egyedi lebonyolítást alkalmaznak, amely két fő részből áll: egy alapszakaszból és egy azt követő egyenes kieséses szakaszból.
1970 és 1975 között két, 1976-ban három, majd 1986-ig újra két csoportra bontották az induló csapatokat. Jelenleg három csoportot, úgynevezett gironi-t képeznek. A gironikon belül minden csapat minden csapattal kétszer játszik. A csoportok első két helyén végzett csapata, illetve a két legjobb harmadik helyezett az egyenes kieséses szakaszba jut, ahol egy mérkőzés dönt a továbbjutás sorsáról. A döntő győztese hódítja el a San Marinó-i kupát.

## Eddigi győztesek

### 1937-től 1964-ig
| - 1937: Libertas - 1938–49: nem rendezték meg - 1950: Libertas - 1951–53: nem rendezték meg - 1954: Libertas: - 1955-57: nem rendezték meg - 1958: Libertas - 1959: Libertas - 1960:: nem rendezték meg - 1961: Libertas - 1962-64: nem rendezték meg |

### 1965 óta
| - 1965: Juvenes - 1966: Tre Fiori - 1967: Tre Penne - 1968: Juvenes - 1969: nem hirdettek győztest - 1970: Tre Penne - 1971: Tre Fiori - 1972: SP Domagnano - 1973: nem hirdettek győztest - 1974: Tre Fiori - 1975: Tre Fiori - 1976: Juvenes - 1977: SGS Dogana - 1978: Juvenes - 1979: SGS Dogana - 1980: Cosmos - 1981: Cosmos | - 1982: Tre Penne - 1983: Tre Penne - 1984: Juvenes - 1985: Tre Fiori - 1986: La Fiorita - 1987: Libertas - 1988: SP Domagnano - 1989: Libertas - 1990: SP Domagnano - 1991: Libertas - 1992: SP Domagnano - 1993: SC Faetano - 1994: SC Faetano - 1995: Cosmos - 1996: SP Domagnano - 1997: Murata - 1998: SC Faetano | - 1999: Cosmos - 2000: Tre Penne - 2001: SP Domagnano - 2002: SP Domagnano - 2003: SP Domagnano - 2004: Pennarossa - 2005: Pennarossa - 2006: Libertas - 2007: Murata - 2008: Murata - 2009: Juvenes/Dogana - 2010: Tre Fiori - 2011: Juvenes/Dogana - 2012: La Fiorita - 2013: La Fiorita - 2014: Libertas - 2015: Folgore/Falciano - 2016: La Fiorita - 2017: SP Tre Penne - 2018: La Fiorita |

### Teljesítmény alapján
11 győzelem
- Libertas (Borgo Maggiore)

8 győzelem
- FC Domagnano (Domagnano)

6 győzelem
- Tre Fiori (Fiorentino)

5 győzelem
- SS Juvenes[1] (Dogana, Serravalle)
- Tre Penne (San Marino)

4 győzelem
- Cosmos (Serravalle)

3 győzelem
- SC Faetano (Faetano)
- Murata (Murata, San Marino)
- La Fiorita (Montegiardino)

2 győzelem
- SGS Dogana[1] (Dogana, Serravalle)
- Juvenes/Dogana[1] (Dogana, Serravalle)
- Pennarossa (Chiesanuova)

1 győzelem
- SS Folgore Falciano Calcio

## Külső hivatkozások
- Coppa Titano Archiválva 2004. június 18-i dátummal a Wayback Machine-ben a San Marinó-i labdarúgó-szövetség hivatalos oldalán (olaszul)
- A Coppa Titano győztesei az rssf.com-on (angolul)